# ستراژا (ورشاتس)
ستراژا (به صربی: Straža) یک منطقهٔ مسکونی در صربستان است که در Vršac municipality واقع شده‌است. ستراژا ۵۳۸ نفر جمعیت دارد و ۷۹ متر بالاتر از سطح دریا واقع شده‌است.